# Dolors Pérez i Martí
Dolors Pérez i Martí (Sueca, 5 de juny de 1951) és una política valenciana, senadora de Compromís per València des de 2016 en la XI legislatura. També, ha estat diputada d'EUPV a les Corts Valencianes entre 1995 i 2007.

## Biografia
Dolors Pérez és administrativa amb estudis de Graduat Social, Economia i Medi Ambient. També ha cursat un màster en Economia per la Universitat de Ciències Socials de Moscou i altre màster en Medi Ambient per la mateixa universitat. Ha treball en l'empresa privada com a cap de vendes i secretària de direcció, i és funcionària de la Diputació Provincial de València. Està casada, té quatre fills i sis nets.

## Activitat política
L'any 1980 entrà en la direcció del sindicat Comissions Obreres de la Ribera Baixa i poc després, el 1985 ingressà en el Partit Comunista del País Valencià, i posteriorment en EUPV. Ha ocupat diversos càrrecs orgànics a la formació d'esquerres com membre consell polític o membre del Consell Polític Federal d'Izquierda Unida.
A les eleccions a les Corts Valencianes de 1995 es va presentar com a número 2 per València d'EUPV, per darrere de Joan Ribó, i va obtindre l'acta de diputada per primera vegada. Va renovar el càrrec de diputada successivament a les eleccions de 1999 i les de 2003, aquesta última dins la coalició de L'Entesa.
El 2007 fou candidata a l'alcaldia de Sueca, obtenint dues regidories i donant suport al candidat del Bloc Nacionalista Valencià Joan Baldoví, que fou elegit alcalde. Pérez s'encarregà de la regidoria de Polítiques d'Igualtat i el seu company de partit, Josep Franco s'encarrega de l'àrea de serveis.
Dolors Pérez abandonà EUPV el gener de 2008, arran de la crisi de Compromís pel País Valencià i s'afilià al nou partit Iniciativa del Poble Valencià. Va ser candidata amb Iniciativa a les eleccions locals de 2011 a Sueca sense obtenir representació.
A les eleccions generals de 2015 va ser elegida senadora per la circumscripció de València, com a candidata de Compromís dins la coalició Compromís-Podemos-És el moment.